# 科帕尼 (利沃夫州)
49°50′18″N 24°56′49″E / 49.83833°N 24.94694°E
科帕尼（烏克蘭語：Копані）是烏克蘭西部的村莊，隸屬利維夫州的佐洛奇夫區。該村始建於1848年，面積1.88平方公里，海拔高度408米，2001年人口269，人口密度每平方公里143.24人。